# Lužine
Lužine su u kemiji vodene otopine baza, čija je pH-vrijednost veća od 7, zbog viška hidroksidnih iona (OH-). U slučaju koncentrirane lužine, indikator fenolftalein ne mijenja boju (ostaje bezbojan), a u slučaju razrjeđene lužine mijenja boju u purpurnu. Lužine isto tako možemo dokazati i crvenim lakmusovim papirom koji u lužini dobije plavu boju. 

Zbog prisutnosti slobodnih iona, lužine provode električnu struju i stoga su elektrolitske otopine.

## Općenito o slabijim i jakim lužinama
Lužinama se nazivaju vodene otopine baza, najčešće hidroksida elemenata 1. i 2. skupine periodnoga sustava (alkalijskih i zemnoalkalijskih metala), osim netopljiva berilijeva i magnezijeva hidroksida.
U reakciji neutralizacije, gdje reagiraju lužine i kiseline, uvijek dobijemo odgovarajuću sol i vodu.
Slabijim lužinama smatraju se i otopine karbonata alkalijskih metala (npr. natrijev karbonat ili soda, Na2CO3) te vodena otopina amonijaka.
Izrazite su i jake lužine natrijeva i kalijeva lužina, tj. vodene otopine natrijeva i kalijeva hidroksida (NaOH i KOH), koje se nazivaju i kaustične lužine. U tu skupinu se svrstava i kalcijev hidroksid, koji je također jaka baza.

## Opasnosti
Jako nagrizaju kožu i sluznicu.

## Upotreba
Lužine se ubrajaju u osnovne laboratorijske kemikalije, pa se koriste u kemijskoj industriji za različite organske sinteze. Široko se rabe u različitim industrijskim postupcima, koriste se u tekstilnoj industriji, industriji sapuna, papira, boja, itd.

Natrijeva lužina jedan je od najvažnijih proizvoda bazne (velike) kemijske industrije.